# Sonic Mega Collection
Sonic Mega Collection är en samling med de klassiska Sonic-spelen från Sega Mega Drive. Finns för Xbox, Playstation 2 och Gamecube. Samt olika extra med filmer, bilder och serieomslag plus en hel serietidning man kan titta igenom.
- Sonic the Hedgehog
- Sonic the Hedgehog 2
- Sonic the Hedgehog 3
- Sonic & Knuckles
- Sonic the Hedgehog Spinball (även känt som Sonic Spinball)
- Sonic 3D Blast (också känt som Sonic 3D: Flickies' Island och Sonic 3D Blast: Flickies' Island)
- Dr. Robotnik's Mean Bean Machine